# Matanui
Matanui es un género de pez de la familia Tripterygiidae en el ordenPerciformes.

## Especies
- Matanui bathytaton (Hardy, 1989)
- Matanui profundum (Fricke & Roberts, 1994)